# Milo Sperber
Milo Sperber (* 20. März 1911 in Zabłotów, Galizien, Österreich-Ungarn (heute Oblast Iwano-Frankiwsk, Ukraine); † 22. Dezember 1992 in London, Vereinigtes Königreich) war ein österreichisch-stämmiger, britischer Schauspieler bei Bühne und Film.

## Leben und Wirken
Sperber entstammte einer ostgalizischen, relativ wohlhabenden jüdischen Familie und wuchs in der Tradition des Chassidismus auf. Im Sommer 1916 flüchtete die Familie vor den Kriegswirren nach Wien, wo er eine jüdische Schule besuchte. Als junger Erwachsener begann Sperber Jura zu studieren, ließ sich aber zeitgleich, zu Beginn der 1930er Jahre, zum Schauspieler ausbilden. Unter Max Reinhardt debütierte Milo Sperber im Juli 1931 am Theater. Zu seinen frühen Stücken, in denen man ihn sah, zählten Luigi Pirandellos Sechs Personen suchen einen Autor und William Shakespeare Ein Sommernachtstraum. In den folgenden Jahren sah man ihn an Wiener und Salzburger Bühnen aber auch an Kabaretts wie Der liebe Augustin.
1939, ein Jahr  nach dem Anschluss Österreichs, floh die Familie Sperber, ohne Milos an anderen Exilorten aktiven, älteren Bruder, den Philosophen, Schriftsteller und Kommunisten Manès Sperber, vor dem staatlich sanktionierten Antisemitismus nach England. Bei Kriegsausbruch im September 1939 wurde er, wie viele andere hierhin geflohenen Deutschen und Österreicher, zunächst als „feindlicher Ausländer“ interniert. Dank der Hilfe des gleichfalls hierher geflohenen Schauspielkollegen Martin Miller konnte Milo Sperber aber recht bald Anschluss an das britische Theatergeschehen knüpfen. Sperber schloss sich zu Beginn der 1940er Jahre den Oxford Pilgrim Players an und trat am Old Vic von Liverpool auf. Zeitweilig wirkte er sogar als Theaterintendant und war auch für eine Spielzeit am Comedy Theatre in London tätig. Seine Mitwirkung an Anti-Nazi-Programmen der BBC waren für ihn ebenso selbstverständlich wie seine Auftritte mit winzigen Rollen in propagandistisch gefärbten britischen Filmen der Jahre 1942 bis 1944.
Gegen Ende desselben Jahrzehnts spielte Milo Sperber auch erstmals in einem Fernsehfilm mit, später sah man ihn bis kurz vor seinem Tod mit Gastrollen in einer Fülle von britischen Fernsehserien und -reihen, darunter Der Mann von Interpol, Paul Temple, Das Gesetz des Schweigens und Game, Set and Match. Seine Auftritte in Kinoproduktionen besaßen auch weiterhin recht kleines Format, und mit seinen Chargenrollen deckte Sperber die gesamte Palette (oftmals undurchsichtiger und schurkischer) Ausländer ab. Einige Zeit lang unterrichtete Milo Sperber an der Royal Academy of Dramatic Arts Schüler, darunter nachmalige Stars wie die zweifache Oscar-Preisträgerin Glenda Jackson, und ließ sich ans Havima, dem israelischen Nationaltheater, verpflichten. Für die BBC schrieb er einige Manuskripte für deutschsprachige Sendungen. 1984 absolvierte Sperber seinen letzten Theaterauftritt am Albany Theatre im Londoner West End (The Clandestine Marriage mit Anthony Quayle als Partner). In seinen letzten Lebensjahren unternahm Milo Sperber auch Lesereisen mit Texten seines Bruders Manès.

## Filmografie
- 1942: The Night Invader
- 1942: Thunder Rock
- 1944: Mr. Emmanuel
- 1947: Abenteuer in Brasilien (The End of the River)
- 1948: Die seidene Schlinge (Noose)
- 1949: Three Men and a Girl
- 1949: The Director (Fernsehfilm)
- 1950: The Cruise of the Toytown Belle (Fernsehfilm)
- 1953: The Gay Adventure
- 1954: The Dancing Bear (Fernsehserie)
- 1956: Die fünfte Kolonne (Foreign Intrigue)
- 1957: Romantic Chapter (Fernsehfilm)
- 1959: Zehn Frauen verschwanden in Paris (Bluebeard's Ten Honeymoons)
- 1961: Die Abenteuer des Kapitän Grant (In Search of the Castaways)
- 1963: Die Sieger (The Victors)
- 1964: Geheimaktion Crossbow (Operation Crossbow)
- 1967: Das Milliarden-Dollar-Gehirn (The Billion Dollar Brain)
- 1971: Paul Temple; Folge: Blüten und Bananen (The Man Who Forged Real Money)
- 1976: Reise der Verdammten (Voyage of the Damned)
- 1976: James Bond 007 – Der Spion, der mich liebte (The Spy Who Loved Me)
- 1977: Providence
- 1977: Die Stute (The Stud)
- 1981: Are You Being Served? (Fernsehserie)
- 1988: Maigret (Fernsehfilm)
- 1988: The Bill (Fernsehserie, 1 Folge)
- 1990 Agatha Christie’s Poirot (Fernsehserie, 1 Folge)
- 1990: The Kidnapped Prime Minister (TV-Serienfolge)